# Luigi Perugini
Luigi Perugini OFM (ur. 4 października 1940 w Montecosaro, zm. 27 listopada 2020 w San Benedetto del Tronto) – włoski franciszkanin, prowincjał, definitor generalny Zakonu Braci Mniejszych.

## Biografia
Luigi Perugini urodził się w Montecosaro w Marchii 4 października 1940 roku. Do franciszkanów wstąpił we włoskiej Prowincji św. Jakuba z Marchii, przyjmując habit zakonny w Treia 20 września 1958 roku. Profesję wieczysta złożył w klasztorze franciszkańskim Colfano di Camporotondo 17 września 1965 roku. Po ukończeniu studiów filozoficzno-teologicznych przyjął święcenia kapłańskie w Jesi 27 marca 1966 roku. Po studiach teologicznych na rzymskim Antonianum, doktoryzował się z teologii moralnej na Alfonsianum w 1971 roku. W następnych latach był wykładowcą w seminariach we Włoszech i Jerozolimskim Studium Teologicznym (lata 1971-1978). W latach 1979–1984 był profesorem na Antonianum w Rzymie.
W 1984 Luigi Perugini został wybrany ministrem prowincjalnym swojej macierzystej prowincji zakonnej. W 1991 wybrano go definitorem generalnym. Urząd pełnił do 1997 roku. W latach 1997–2003 był dyrektorem komórki odpowiedzialnej za komunikację i media w kurii generalnej Zakonu Braci Mniejszych w Rzymie, w latach 1997-2015 dyrektorem zakonnego periodyku Acta Ordinis Fratrum Minorum. Był kapelanem wspólnoty tercjarskiej przy klasztorze w kurii generalnej w Rzymie, spowiednikiem żeńskich zgromadzeń zakonnych. W ostatnich latach życia mieszkał w klasztorze przy bazylice św. Antoniego w Rzymie. Zaraził się SARS-CoV-2. Zmarł w wyniku komplikacji w szpitalu w San Benedetto del Tronto 27 listopada 2020 roku.